# Silvassa
Silvassa (marathi: सिल्वासा , gujarati: સેલ્વાસ) är huvudstad i det indiska distriktet och tidigare unionsterritoriet Dadra och Nagar Haveli, sedan 2020 tillhörigt unionsterritoriet Dadra och Nagar Haveli och Daman och Diu. Silvassa har ett genomsnittligt höjdläge på 32 meter över havet. Folkmängden uppgick till 98 265 invånare vid folkräkningen 2011.
Staden har ett flertal fabriker och industrier som ger omfattande statsinkomster, och vilket också möjliggör den låga beskattning staden har. 

## Demografi
Vid 2011 års folkräkning hade Silvassa en befolkning på 98 265 invånare, varav 57 % var män och 43 % kvinnor. Läskunnigheten i Silvassa ligger på 78 % av befolkningen. Bland männen är läskunnigheten 82 %, och bland kvinnor 72,5 %, 14,5 % av befolkningen är under sex års ålder. Marathi och gujarati dominerar som språk i staden, men Silvassa anses också vara hemort för warlikulturen. Denna utgörs av en folkgrupp som talar warli, som kan sägas vara en säregen blandning av marathi och gujarati.
I Silvassa finns också ett ansenligt antal med romersk-katolska kristna, eftersom staden i flera århundraden varit del av de portugisiska kolonierna i Indien, tillsammans med Goa, Daman och Diu. En särpräglad indisk-portugisisk kultur har därför utvecklats, som är lätt att identifiera.